# Maurice Cornil
Maurice Cornil, né le 9 janvier 1909 à Saint-Gilles et mort le 12 octobre 1969 à Bruxelles, est juriste, avocat, professeur à l’Université libre de Bruxelles, directeur de la libre académie ainsi que directeur d’étude à l’Institut du travail de l’Université libre de Bruxelles .
Il s’est fait connaitre de par ses nombreux ouvrages et grâce à sa nomination au Conseil de l’Ordre des bâtonniers de Bruxelles.

## Famille
Fils de Léon Cornil (1882-1962) et de Marguerite Anspach (1883-1983), Maurice Cornil est issu d’une famille composée de nombreux juristes, tous originaires de Gosselies. En effet, Modeste Cornil (1830-1898), son grand-père, est conseiller à la Cour de Cassation et professeur à la Faculté de droit de l’Université libre de Bruxelles. Son oncle, Georges Cornil (1863-1944), y enseigne le droit romain. Léon Cornil, quant à lui, est le chef de Cabinet d’Émile Vandervelde en 1918, procureur général à la Cour de Cassation en 1944 et professeur de droit pénal à l’Université libre de Bruxelles . Ainsi, voulant étudier les phénomènes liés à la criminalité, il crée la Faculté de Criminologie en 1935 à l’Université libre de Bruxelles .

## Parcours scolaire
Maurice Cornil poursuit ses études secondaires à l’Athénée de Saint-Gilles où il rencontre Frédéric Anspach, l’arrière petit-neveu du bourgmestre de Bruxelles (Jules Anspach). Il va ensuite suivre des études de droit à l’Université libre de Bruxelles où il obtient son diplôme avec grande distinction en 1931 .

## Vie privée
Maurice Cornil s’est tout d’abord marié à Gabrielle Feron en 1930 avec qui il a deux enfants : Antoine et Marie. Quelques années plus tard, il se marie une nouvelle fois avec Odette Keiffer en 1938. Celle-ci lui donnera également deux enfants : Anne et Pierre. Ce dernier a également suivi la tradition familiale. En effet, il devient avocat au Barreau de Bruxelles et membre du Conseil de l’Ordre (1989-1992) . Il va aussi créer une association d’avocats en 1973 avec Jean Donckier de Donceel et Pierre Legros, ancien stagiaire de son père .

## Sa carrière
Maurice Cornil est un homme aux multiples fonctions. En effet, il a travaillé dans plusieurs domaines. Il est d’abord enseignant de droit en 1935 à l’Institut d’Études sociales de l’État avant de s’investir dans les travaux du séminaire de législation sociale comparée à l’Université libre de Bruxelles. À partir de 1944, il devient membre du comité de rédaction du Journal des Tribunaux et le restera tout au long de sa vie. Plus tard, en 1947, il est alors nommé président de la conférence du jeune Barreau de Bruxelles, les thèmes principalement abordés étant ceux qui mettent sur un piédestal le courant socialiste au détriment du courant libéral .
Une fois cette dernière fonction achevée, Maurice Cornil est alors élu membre du Conseil de l’Ordre en juillet 1948. Il remplira cette charge jusqu’en 1951. Durant cette période, il sera également secrétaire de l’Ordre sous le bâtonnat de Jean Thevenet ainsi que président du bureau de consultation gratuite et ce, entre 1948 et 1950. À partir de 1950, il est désigné conférencier dans le but d’enseigner les règles professionnelles aux avocats stagiaires .
Maurice Cornil faisait également partie de l’Ordre du bâtonnier de Bruxelles. Dans de nombreux pays, le bâtonnier est le chef des avocats inscrit au Barreau. Le bâtonnier est chargé de présider l’Ordre des avocats et de représenter ses membres. En Belgique, le bâtonnier est un avocat élu par l’assemblée de l’Ordre des avocats, il en deviendra alors le chef. Le rôle du bâtonnier est également d’administrer les services du Barreau et de gérer les relations avec la magistrature et les autres ordres. Lors de différends, impliquant un membre de son Barreau, à propos des règles de déontologie que doivent respecter les avocats, le bâtonnier doit organiser l’instruction des plaintes .
Il faut savoir qu’en 1962, le métier de bâtonnier a connu une certaine réforme. En effet, le bâtonnier n’est plus directement élu par les électeurs, ces derniers élisent d’abord un « dauphin »  qui aura alors une année de préparation pour apprendre les ficelles du métier. Maurice Cornil est alors élu dauphin en 1963 par ses confrères et évoluera au côté du bâtonnier Jacques Delepeleire avant de lui-même devenir bâtonnier en 1964. C’est Maurice Cornil, qui durant cette période, instaura une représentation obligatoire des Flamands au sein du Conseil de l’ordre, ceux-ci bénéficiant désormais de sièges dits "réservés" .
Dans les années 1960, Maurice Cornil cumula également la fonction d’enseignant. Il fut professeur de droit comparé et d’histoire sociale contemporaine en 1962 et, par la suite, professeur de déontologie et techniques des professions judiciaires .

## Sa pensée
Maurice Cornil a un avis tranché en ce qui concerne l’attitude du juge de fond à l’égard des prévenus. Celui-ci a commenté un arrêt de la Cour de Cassation où il affirme que le système de défense du prévenu est inadmissible. En effet, Maurice Cornil trouve le système tout à fait injuste en ce qu’il exige pour le juge de Cassation de reconnaitre que le juge de fond a commis une erreur. Cela nécessite effectivement une grande bravoure de la part du juge de Cassation, alors que le prévenu ne devrait pas être en face d’un juge qui, pour l’acquitter, doit avoir des vertus supplémentaires .
Maurice Cornil a émis son commentaire le 6 juin 1962 et celui-ci a été publié dans le Journal des Tribunaux de 1963.
Maurice Cornil a également écrit de nombreux articles où il critique la sécurité sociale, qu’il voudrait voir être modifiée. En effet, il estime qu’elle prend trop de place dans des secteurs où elle n’est pas vitale .
Finalement, Maurice Cornil voit d’un très mauvais œil la richesse. Nombreux ont d’ailleurs été les clients surpris par la citation qui trônait dans son bureau : « Dieu témoigne son mépris des richesses par le spectacle de ceux à qui il les distribue » .

## Ses engagements
Maurice Cornil est notamment connu pour ses nombreux engagements. Le premier est d’avoir été le président du mouvement contre le racisme, l’antisémitisme et la xénophobie (M.R.A.X.) . C’est une association belge qui a succédé au mouvement de lutte contre le racisme, l’antisémitisme et pour la paix (M.R.A.P.). Ce mouvement est au départ créé par un groupe de résistants juifs à la suite des atrocités de la seconde guerre mondiale. Il va ensuite lutter pour accorder aux travailleurs venant d’Italie, d’Espagne et de Grèce les droits élémentaires qui ne leur étaient pas reconnus en Belgique. Le mouvement va ensuite intégrer la notion de xénophobie dans son objet social. C’est ainsi qu’en 1966 se crée le MRAX. Le 7 octobre 1975, le mouvement devient une association sans but lucratif (A.S.B.L.).
Suivant ce même objectif, Maurice Cornil s’est souvent rendu au chevet des blessés de guerre, il était conscient de la chance qu’il avait. Il a voyagé à travers le monde pour secourir ceux qui en avait besoin qu’on leur accorde du respect pour retrouver un semblant de dignité, volée par la guerre. Il s’est rendu, pour cette noble cause, en Argentine, en Espagne, au Laos ou encore au Vietnam .
Maurice Cornil va également accorder beaucoup d’importance à la défense des droits de l’homme et à la dignité humaine. Il va ainsi rejoindre de nombreuses associations préoccupées par cela. En effet, il sera vice-président de l’Association des juristes démocrates, secrétaire du Centre universitaire de droit social, membre du comité exécutif de la société internationale du droit du travail et de la sécurité sociale .

## Hommages
En 1967, Pierre Legros devient l’assistant de Maurice Cornil. Roger Lallemand (avocat et ministre d’état), rend très bien compte de la relation qui unissait les deux hommes : « Quelles leçons de délicatesse et de dignité n’a-t-il pas reçues de cet homme exceptionnel qui méprisait les privilèges et considérait la richesse comme une tare, tant il refusait tenacement de s’enrichir (…) Monsieur Legros vouait une grande affection à cet homme doté d’une intelligence sensible » .
D’ailleurs, cette affection se traduit également par le fait que Pierre Legros, lorsqu’il exerçait sa fonction de stagiaire, se levait plus tôt chaque matin afin de retirer du courrier de Maurice Cornil les menaces de mort que lui adressaient les furieux. Ces derniers étaient mécontents des positions qu’il prenait lors de la guerre du Vietnam. Enfin, Pierre Legros a écrit de nombreux articles à son propos dans le Journal des Tribunaux .

## Ses ouvrages
Tout au long de sa vie, Maurice Cornil a écrit de nombreux ouvrages dont quelques-uns sont cités ici : 
- Courrier de haute mer (1928)
- Particularités du droit social comparé  (1962)
- Genèse du droit social au cours du XIXe siècle, avec comme coauteurs Francine Alexander, Marie-Louise Ernst-Henrion (1963)
- La notion des accidents de travail, avec comme coauteur Lucien François (1963)
- Genèse du droit social au cours du XIXe siècle, avec comme coauteur Francine Alexander (1963)
- La notion des accidents du travail : Journées d’études. Rapports et débats, avec comme coauteur Lucien François (1963)

## Liens web
- « Brochure de présentation de la Faculté de droit et de criminologie », sur ULB : Faculté Droit et Criminologie, 27 février 2019 (consulté le 29 novembre 2019).
- « Du MRAP au MRAX… » (consulté le 29 novembre 2019).

- Notice dans un dictionnaire ou une encyclopédie généraliste :   - Biographie nationale de Belgique
- Notices d'autorité :   - VIAF
  - IdRef